# Marienkirche (Chojna)

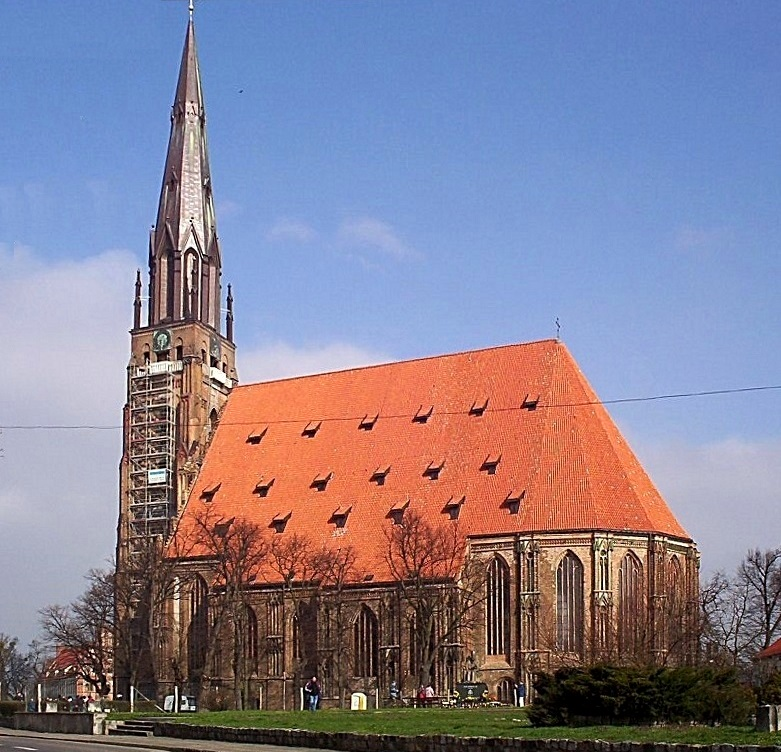
Marienkirche Königsberg in der Neumark

Die Marienkirche (polnisch Kościół Mariacki w Chojnie) ist die von 1389 bis 1407 erbaute ehemalige Stadtkirche von Königsberg in der Neumark (seit 1945: Chojna). Im Stil der Backsteingotik errichtet und seit 1539 evangelisch, wurde sie 1945 zerstört und ab 1990 als ökumenischer Begegnungs- und Kulturort rekonstruiert.

## Geschichte

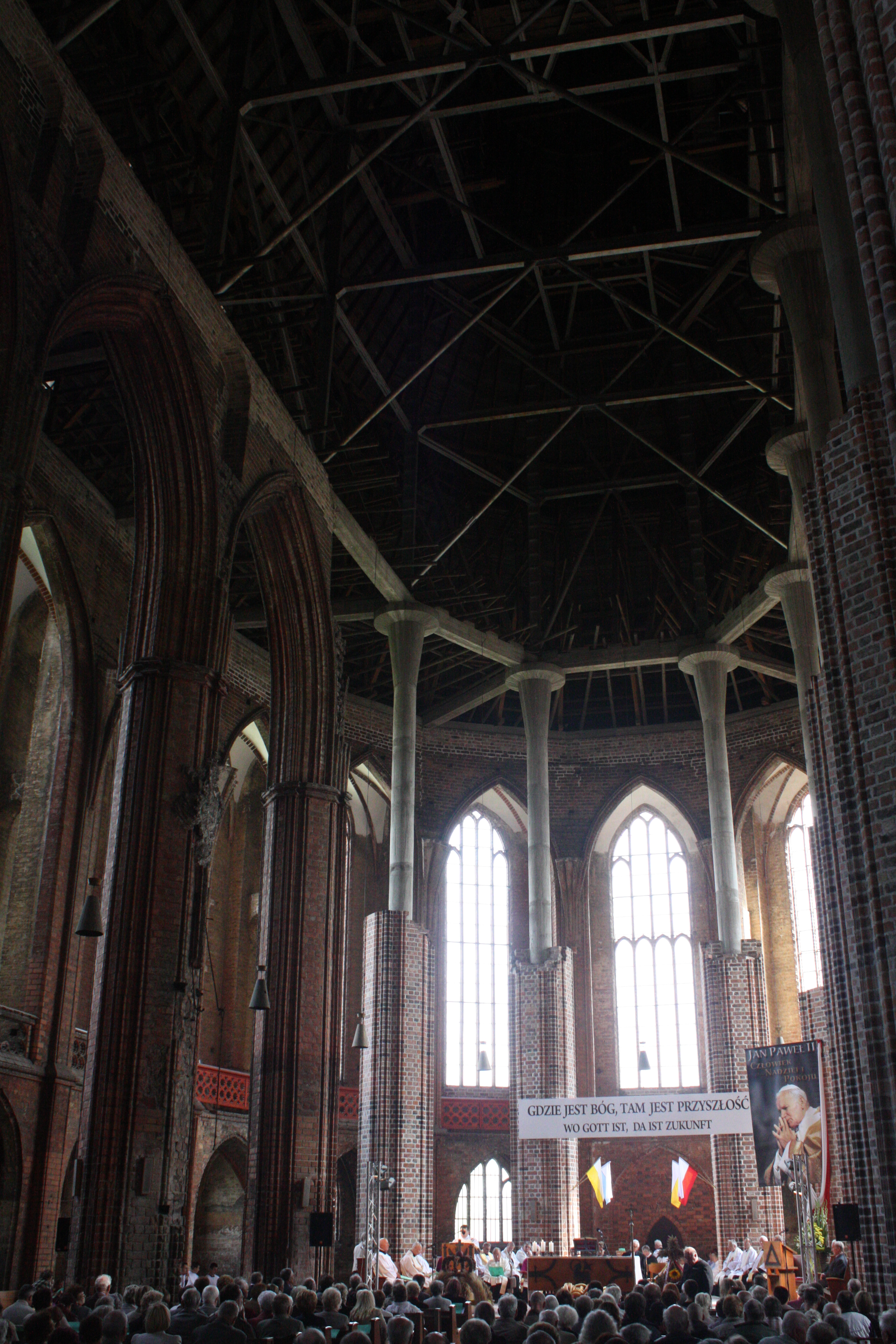
Innenraum (2012)

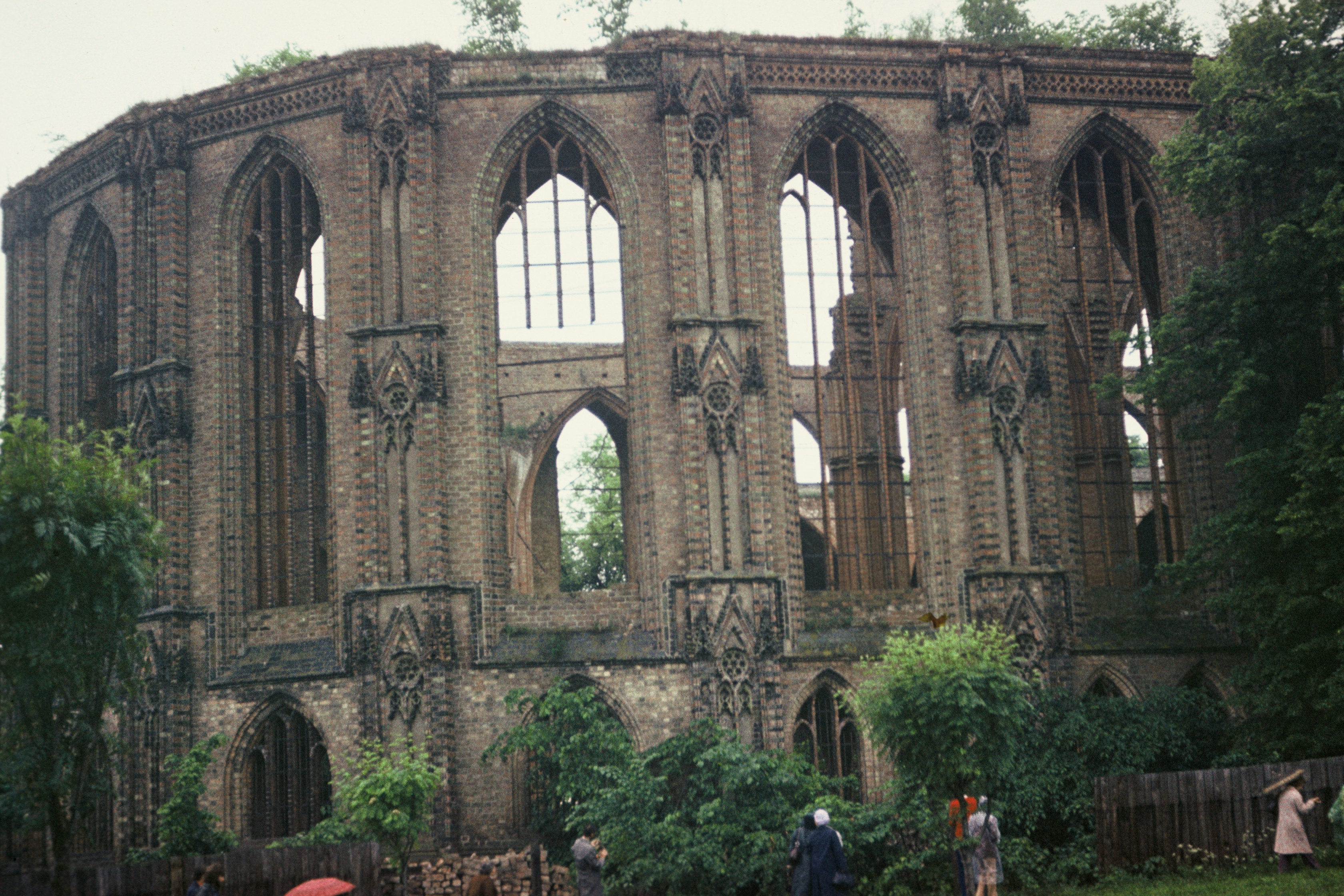
Ruinenzustand (1985)

Die heutige Kirche ersetzt eine Feldsteinkirche, die schon im 13. Jahrhundert an derselben Stelle gestanden hatte. Sie wurde unter dem Patronat des Johanniterordens durch den Baumeister Hinrich Brunsberg aus Stettin als Hallenkirche mit Chorumgang errichtet und 1407 geweiht. 1451 bis 1459 wurde sie um drei Joche erweitert; auch ein Turm wurde angebaut. Mit der Reformation im Kurfürstentum Brandenburg im Jahre 1539 wurde sie evangelisch. Bis zu ihrer Zerstörung war sie die Hauptkirche der Stadt und Wirkungsort des Superintendenten des Kirchenkreises Königsberg in der Neumark I in der Kirchenprovinz Brandenburg.
Am 2. Juli 1843 stürzte der gotische Kirchturm ein. Er wurde durch einen 102,6 Meter hohen Turm ersetzt, den der Berliner Architekt Friedrich August Stüler entworfen hatte. Zur Wiedereröffnung erhielt die Kirche einen neogotischen Altar mit einem Altarbild von Carl Gottfried Pfannschmidt. Bei der Restaurierung von 1882 bis 1884 wurden einige Ausstattungsstücke entfernt. 
Am 16. Februar 1945 wurde die Kirche, wie der größte Teil der Stadt, durch ein von der Roten Armee gelegtes Feuer zerstört. Die Kirchenruine wurde in der Folgezeit kaum gesichert, lediglich Ende der 1960er und Ende der 1980er Jahre wurden einige diesbezügliche Arbeiten durchgeführt.
Von 1990 bis 1999 wurde die Kirche rekonstruiert. Da hierbei eine in den 1930er Jahren installierte Stahlklammer brach, wurde die Turmspitze mit einer Stahlbetonstruktur verstärkt.